# Renyer V d'Hainaut
Renyer V (?-1039) va ser comte d'Hainaut i de Mons de 1013 a 1039. Era fill de Renyer IV de Mons, comte d'Hainaut i de Mons, i d'Hedwiga de França. Es va casar cap a 1015 amb Matilde de Verdun, filla d'Herman, comte de Verdun i de l'Ename (ducat de Brabant). Van tenir a Herman (mort el 1051), comte de Mons et de la part meridional del comtat de Brabant, després (1048) marquès de Valenciennes
No tenia més de quinze anys a la mort del seu pare i Godofreu I de Baixa Lotaríngia, comte de Verdun i duc de Baixa Lotaríngia va intentar reprendre Hainaut, que havia posseït el seu pare i que havia estat adquirit per Renyer IV de Mons. Renyer va ser ajudat pel seu oncle Lambert I de Lovaina. La guerra es va acabar per la batalla de Florennes (en la que va morir Lambert), però l'emperador Enric II va intentar reconciliar els rivals, i va negociar el matrimoni de Renyer IV amb una neboda de Godofreu.
Va marxar el 1018 en campanya junt amb Godofreu contra Thierry III d'Holanda, comte d'Holanda, però l'operació es va saldar amb un desastre i Godofreu i Renyer van quedar algun temps presoners del comte d'Holanda.
El 1024, va seguir al duc Goteló I de Lotaríngia, germà i successor de Godofreu, que s'oposava al nou emperador, Conrad II, però es va haver de sotmetre.
Contràriament als seus avantpassats, es va revelar pietós i es va fer el protector d'abadies i esglésies.